# 摂受
摂受（しょうじゅ）とは、折伏に対する反対語。正しくは摂引容受（しょういんようじゅ）といい、その略語である。心を寛大にして相手やその間違いを即座に否定せず反発せず受け入れ、穏やかに説得することをいう。

## 概要
『勝鬘経』や『大日経』を出典とする。『勝鬘経』では「我得力時。於彼処見此衆生。応折伏者而折伏之。応摂受者而摂受之。何以故。以折伏摂受故令法久住」と説き、折伏が相手の間違いを厳しく責めて「破折屈伏（はしゃくくっぷく）」させることに対し、摂受は相手の間違いをいったん容認して、穏やかに説得しその間違いを正していくことをいう。悪人を折伏し善人を摂受することで、この二門は仏道の大綱であるとされる。また折伏を智慧門、摂受を慈悲門に配す解釈もある。
- 吉蔵は、『勝鬘宝窟（しょうまんほうくつ）』で、「強情は伏すべし。伏して悪を離れしむべし。柔軟（にゅうなん）は摂すべし。摂して善に住せしむ。故に摂受・折伏と名づくなり」と注釈した。
- 日蓮は、当時の日本国を謗法（ぼうほう、誹謗正法＝ひぼうしょうぼうの略語で正しい法をそしること）と定め、『開目抄』で「無智悪人の国土に充満の時は摂受を前（さき）とす、安楽行品（あんらくぎょうぼん）の如し。邪智謗法の者多き時は折伏を前とす、常不軽品（じょうふきょうぼん）の如し」と定めた。

日蓮が、『法華経』の常不軽品をもって折伏の例を出したのは、天台宗の智顗の「法華文句（ほっけもんく）」によったものであり、そこに登場する常不軽菩薩が人々から誹謗中傷されても、常不軽菩薩自身は人々を軽んぜず、一心に礼拝したことである。今日の一般的な認識においても、また一部の法華系教団においても折伏がいわゆる人々への強引な布教活動だと誤解される向きがあるが、日蓮自身はそのような強引な布教行為ではなく、常不軽菩薩のように人々から誹謗中傷されて迫害を受けても、ひたすら正しい真理（正法）を求め、また理路整然と伝えていくことが真の折伏である、ということを表している。
また日蓮は『唱法華題目鈔』などに、慈悲の「慈」を父の愛として、それが折伏であり、「悲」を母の愛として、それを摂受であるとして、摂受の裏に折伏があり、反対に折伏の裏に摂受があることを示唆した。
従って、日蓮がいみじくも指摘したように、摂受も折伏も異なるように見えるが、仏の正しい法へと導くための大事な手だてであり、どちらも離れて存在し得ない化導法である。つまり仏法においては不二即一の法門から、摂受即折伏、折伏即摂受ということができる。